# Cargèse
Cargèse település Franciaországban, Corse-du-Sud megyében. Lakosainak száma 1193 fő (2022. január 1.). Cargèse Piana, Marignana és Vico községekkel határos.

## Népesség
A település népességének változása:
| Lakosok száma | 753  | 898  | 915  | 1117 | 1282 | 1312 | 1325 | 1297 | 1280 | 1193 |
|               | 1968 | 1982 | 1990 | 2006 | 2013 | 2015 | 2017 | 2019 | 2020 | 2022 |